# Интраабдоминална хипертензија
Интраабдоминална хипертензија, повишен интраабдоминални притисак према дефиницији Светске асоцијације за бдоминални компартмент синдром, је продужено или понављано патолошко повишење интраабдоминалног или унутартрбушног притиска изнад 12 mmHg.

## Основни појмови

### Интраабдоминални притисак
Интраабдоминални или унутартрбушни притисак је однос између акумулација течности унутар трбушне (абдоминалне) шупљине и комплијансе, трбуха, по обрасцу:
(C = ΔV/ΔP)
Крива притиска - волумена за трбушну шупљину није праволинијска. Услед опадања комплијансе трбуха, док се течност постепено накупља у перитонеалној дупљи, као исход настаје брже повећање или већа вредност интраабдоминалног притиска.
Нормалне вредности интраабдоминалног притиска крћу се око 6,5 mmHg. Ова вредност варира током дисајног циклуса и расте са порастом телесне масе. 

### Интраабдоминална хипертензија
са својим сарадницима, дефинисао је градусни систем за интаабдоминалну хипертензију:
- Степен I (7,5—11 mmHg),
- Степен II (11—18 mmHg)
- Степен III (18—25 mmHg)
- Степен IV (> 25 mmHg).

Нешто касније,  Светска асоцијација за абдоминални компартмент синдром (WSACS), модификовала је овај градусни систем (са намером да повећа његову клиничку сензитивност) на следећи начин:
- Степен I ИАХ (12—15mmHg),
- Степен II ИАХ (16–20 mmHg)
- Степен III ИАХ (21—25 mmHg)
- Степен IV ИАХ (> 25 mmHg).[1]

Такође Светска асоцијација за абдоминални компартмент синдром издала је препоруке да се:
- Интраабдоминални притисак од 5—7 mmHg сматра граничном вредношћу код одраслих болесних.
- Интрабдоминална хипертензија дефинише као трајно или поновљеноа увећање ИАП ≥ 12 mmHg.
- Акутни компартмент синдром дефинише као трајни ИАП > 20 mmHg, повезан са дисфункцијом /отказом  органа.[1]

## Епидемиологија
У новијој литератури, интраабдоминална хипертензија и абдоминални компартмент синдром добро су описани и дефинисани ентитети који се јављају код хируршких и интернистичких и болесника, са или без абдоминалних (трбушних) повреда и/или операција.
У литератури нема пуно података о инциденци и преваленцији интраабдоминална хипертензија и абдоминални компартмент синдром. Разлог томе је непрепознавања овог ентитета и/или недовољна евалуација болесника погођених овим поремећајем, као и великог број студија које се углавном баве приказом болесника. 
Тачна инциденција још није верификована, али је јасно да се повећава у појединим популационим групама, као што су болесници са тупим или пенетрантно повредама трбуха, ратним повредама трбуха, руптуром трбушне анеуризме аорте, ретроперитонеалним крварењем, пнеумоперитонеумом, малигнитетом, панкреатитисом, масивним асцитом, трансплантацијом јетре, итд.
У једној од најранијих проспективних студија са серијом од 145 пацијената који су идентификовани као ризична група за настанак интраабдоминалне хипертензије и абдоминалног компартмент синдром, објављена је инциденца од 14%.
У новијој мултицентричној студији са 265 узастопних болесника примљених у различитим јединицама интензивне неге, објављено је да је 32,1% ове популације имало интраабдоминалну хипертензију и 4,2% абдоминални компартмент синдром.
По досадашњим објављеним резултатима, у Сједињеним Америчким Државама број пацијената са абдоминалним компартмент синдромом примљених у јединице неге за трауму износио је од 5% до 15%, а 1% у свеобухватним пријемима услед повреде.
Морбидитет и морталитет
Морбидитет и морталитет код абдоминалне хипертензије приписује се њеним ефектима на органске системе. Због тога, она има висок морталитет и поред интензивног лечења. 
Такође, абдоминални компартмент синдрома код појединих болесника је последица тешких повреда или обољења, која за собом носе висок морталитет и морбидитет. У појединим студијама морталитет оболелих од абдоминалне хипертензије износи и до 67%. Рекурентни абдоминални компартмент синдрома носи још већи морталитет.

## Етиолопатогенеза
Било који поремећај или абнормалност која подиже притисак унутар трбушне шупљине може индуковати интраабдоминалну хипертензију. Слићно но компартмент синдрому у екстремитетима, до абдоминалног компартмент синдрома долази када је нтраабдоминални притоисак превисок. Иста или слична стања код различитих болесника не морају довести до компликација унутар трбушне шупљине. 
Поуздани подаци о етиологији нтраабдоминалне хипертензије нису познати, мада се као могући узроци најчешће наводе; сепса и тешка абдоминална траума, крварења, масивне опекотине.. Повећање притиска у трбушној дупљи (интраабдоминална хипертензија) у наведеним поремећајима смањује доток крви у трбушне органе и нарушава плућне, кардиоваскуларне, бубрежне и желудачноцревне функције, изазивајући више синдрома дисфункције захваћених органа и у коначном исходу смрт.
Овај синдром се среће код повреде трбуха и других телесних регија независно.ref name="Mcnelis" >Mcnelis J, Soffer S, Marini CP, Jurkiewicz A, Ritter G, Simms HH;  . (2002). „Abdominal compartment syndrome in the surgical intensive care unit”. Am Surg. 68 (1): 18−23. PMID 12467311. doi:10.1177/000313480206800105.. −23.</ref>. Јавља се код болесника са панкреатитисом, оперисаних због руптуре абдоминалне и грудне анеуризме аорте, неоперисаних болесника на неконтролисаној антикоагулантној терапији са крварењем у трбушном зиду и абдомену,, као и код болесника са трансплантираном јетром, због реперфузионог едема јетре и донор-реципијент несразмере.
Међу бројним узроцима нтраабдоминалне хипертензије најчешћи су абдоминално крварење и масивна надокнада течности.